# Dampierre-sur-Avre

Dampierre-sur-Avre este o comună în departamentul Eure-et-Loir, Franța. În 1 ianuarie 2022 avea o populație de 763 de locuitori.